# La Marquise d'O... (nouvelle)
Pour les articles homonymes, voir La Marquise d'O....
 (août 2012).
Si vous disposez d'ouvrages ou d'articles de référence ou si vous connaissez des sites web de qualité traitant du thème abordé ici, merci de compléter l'article en donnant les références utiles à sa vérifiabilité et en les liant à la section « Notes et références ».
La Marquise d’O... (titre original : Die Marquise von O...) est un roman court du romancier allemand Heinrich von Kleist, publié en 1808. Un film homonyme est sorti en 1976, réalisé par Éric Rohmer.

## Autour de l’œuvre

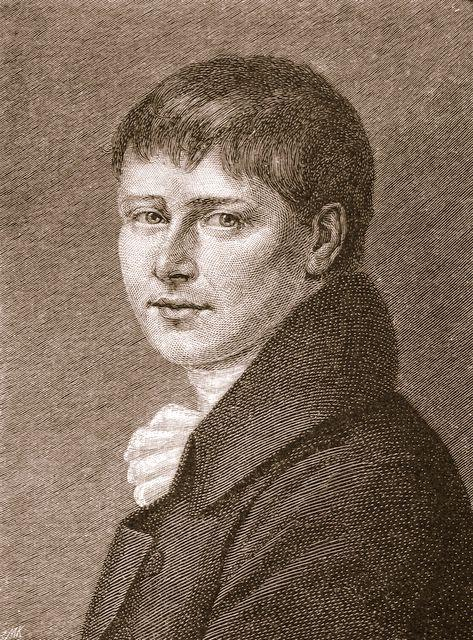
Heinrich von Kleist, son auteur.

L’auteur use de figures de style pour que l’histoire semble vraie : primo, elle est sous-titrée D’après un événement réel dont le lieu est passé du nord au sud. Secundo, l’auteur ne donne que les initiales des lieux et des personnages, apparemment pour ne pas nuire à leurs vies privées. La véracité de l’histoire, qui se déroule en Italie lors de la guerre de la Deuxième Coalition (1798–1800), est néanmoins discutable.
L’auteur s’est peut-être inspiré d’un essai (1588) de Montaigne : un valet pris d’alcool force une paysanne dormante qui l’épouse quand il avoue son crime[Quoi ?]. Il est aussi possible qu’il ait lu le récit Gerettete Unschuld (L’innocence sauvée, 1798) ainsi qu’un passage du roman Julie ou la Nouvelle Héloïse de Jean-Jacques Rousseau. Peut-être en a-t-il pris les relations père-fille qu’il décrit avec soin.
Préférant le drame à l’écriture romancière, il publia l’œuvre pour avoir de l’argent.

## Résumé
La marquise vit l’enfer de la guerre. Lors de la mise à sac de sa ville, le comte F…, un officier russe, la sauve d’un groupe de soldats, avant de la violer (ce qui n'est que suggéré "c'est alors que ..." . On ne découvre qu'à la fin de la nouvelle que le comte F... est l'auteur du viol) et de la rendre enceinte. Une fois la grossesse révélée, sa famille la chasse. L’agencement des affaires familiales suit les règles sociales, et les enfants naturels d'une femme non mariée sont honnis. La marquise n'a plus de souvenir du viol à cause d’une perte de conscience et ne comprend pas ce qui lui arrive. En désespoir de cause, elle déclare qu’elle épousera le père de l’enfant s’il se présente...

## Personnages
La vie de la marquise, qui a deux enfants, est dominée par son père ; elle vit chez ses parents. Elle ne décide de rien : même quand le comte veut sa main, c’est son père qui gère tout. Elle s’émancipe dans l’exil. Elle échoue à être autonome en se pliant à la loi, qui soumettent une femme à son père puis à son mari.
Herr Lorenzo von G... est colonel. C’est probablement sa gloire militaire qui le rend tyrannique. Il défend ses proches durant la guerre et négocie avec le comte. La réintégration familiale de sa fille requiert son suffrage.
Frau von G... s’exprime sans pouvoir décider du lot de ses proches. Craignant les brocards, elle veut être vierge d’avanies mais change d’attitude quand sa fille est bannie. Elle la joint pour éventer le secret de sa grossesse et la gracie quand elle voit que le coït qui créa l’enfant n’est pas sa faute. Si elle a géré l’affaire sans consulter son mari, c’est qu’elle a plus de confiance en elle qu’avant.
Contrairement à ses mère et sœur, le frère de la marquise prête concours au colonel durant les pourparlers avec le comte. Il fait l’interface entre son père et sa sœur et même s’il a les mains liées, il se sent libre d’aimer la marquise.
Sibyllin et opaque, le comte F… a l’air d’osciller entre bien et mal. Son trait central est son adresse à se jouer d'autrui, prévoir ses actes et mener le scabreux. Mais ce n’est que la surface : ce protée tente parfois de tout avouer pour se taire. Il consomme un viol et s’en veut, ce qui prouve qu’il aime la marquise.[non neutre]

## Thèmes

### La violence
Elle domine plusieurs scènes : la marquise est violée, et les soldats qui l’ont malmenée sont fusillés. Suivent la guerre, la conquête de la marquise en tant que femme, le viol de sa vie privée et l’entrée en scène de Leopardo le chasseur.

### Le repentir
Il est central. La honte qui lancine le comte l’entraîne à courtiser la marquise et à la demander en mariage. Ce sont les remords qui poussent la mère à s’excuser auprès de sa fille et à l’absoudre en public. Pour finir, c’est un sentiment de culpabilité qui convie le père à se réconcilier avec sa fille.

### Thèmes religieux
À leur première rencontre, la marquise prend le comte pour un ange qui la sauve de ses offenseurs "il apparut à la Marquise tel un ange du ciel"). Cette idée séraphique devient satanique lorsqu’elle sait que c’est lui qui l’a fécondée et fomenté son calvaire.
Deux atouts religieux centraux sont la pureté et la chasteté, traits prêtés à la Vierge. N'ayant aucun souvenir de son viol, la Marquise d'O se demande comment elle peut être enceinte. La conception de l’enfant naturel rappelle l’insémination pure de Marie.
À un moment, le comte mentionne l’histoire d’un cygne dont la couleur incarne la pureté de la marquise. La légende raconte qu’il fut couvert de fèces et plongea dans un lac pour décrasser ses plumes. Les selles jetées sur l’oiseau renvoient à l’anathème jeté sur la marquise.
D’autres animaux symboliques intégrés dans l’histoire sont le chien, le renard et la chienne.
Un autre aspect religieux est l’innocence : la marquise et l’enfant sont des parangons de blancheur.

### Campagnes et villes
La campagne est l’antithèse de la ville. Celle-ci incarne la dépendance ses siens et la sujétion aux tâches. La guerre et l’autorité paternelle y dominent, mais la campagne (où la marquise se retire dans sa propriété après avoir fuit son père) ranime la marquise et la rend autonome.

### L’amour
Le comte aime la marquise (et inversement), celle-ci aime sa mère (et vice versa), la mère aime ses enfants (et réciproquement), et Lorenzo aime sa fille (et inversement).

### La réconciliation
La réconciliation et l’amour sont les éléments qui closent l’histoire : la marquise se réconcilie avec les siens et donne la main au comte, non sans l'avoir fait patienter.

## Interprétation
D’un côté, l’histoire montre à quel point la guerre traumatise : le comte est mû par les transes quand il malmène une femme. C’est pourtant un homme secourable qui couve un amour sincère pour celle qu’il rudoie ; il l’épouse sans protester.
Un point insigne est le traitement des femmes célibataires. Kleist veut railler la faillite de l’ordre social sévère. Même la vie familiale y est sujette : qui est frappé d’opprobre est chassé du giron, la « bienséance » prime sur les besoins. La marquise n’y peut rien changer non plus. Elle accepte les mœurs malgré elle.
Le père, qui doit protéger sa famille, échoue d’une manière piteuse : il n’empêche pas le viol de sa fille. C’est au père de mater la luxure de ses filles, mais Lorenzo n’est pas prude : il traite sa fille de façon lubrique.[non neutre] Leurs rapports tiennent vaguement d’une liaison d’amour, ce qui évoque la problématique de l'inceste père-fille.
Le nom Lorenzo, « nimbé de gloire », raille les échecs du colonel. Sa carrière s’enlise quand il perd la forteresse qu’il doit protéger pendant la guerre, et sa vie privée se fêle quand sa fille déchoit. Son dédain envers sa grossesse – il est peut-être jaloux – nuit davantage à son nom.
Kleist voudrait d’une société qui respecte les idéaux civils, qui accorde plus de poids à l’amour qu’au renom, et qui protège des contraintes du monde. Son avis sur l’émancipation des femmes n’est pas clair, car son portrait sociétal est parodique. Les vains essais de l’héroïne de rejoindre les siens sont peut-être un appel à une réforme des mœurs qui entravent les droits des femmes.

## Réactions
En février 1808, le magazine littéraire Phöbus a fièrement annoncé la nouvelle, mais l’écho fut surtout négatif : aucune femme ne lirait sans gêne cette histoire insipide. Même des critiques normalement bienveillants comme Karl August Varnhagen von Ense la censurèrent.
Les meilleurs amis de Kleist furent les seuls à louer son œuvre. Par exemple, l’éditeur Adam Müller en magnifia le style.

## Livre audio en français
- Heinrich von Kleist, La Marquise d'O [« Die Marquise von O... »], Paris, Éditions des femmes, coll. « Bibliothèque des voix », 29 mai 2008 (EAN 3328140020847, BNF 41326511, présentation en ligne)Narrateur : Catherine Deneuve ; support : 1 disque compact audio ; durée : 1 h 23 min environ ; référence éditeur : néant. Note : le titre du livre audio ne comporte apparemment pas les points de suspension.